# Pégairolles-de-Buèges
Pégairolles-de-Buèges is een gemeente in het Franse departement Hérault (regio Occitanie) en telt 48 inwoners (2009). De plaats maakt deel uit van het arrondissement Lodève.

## Geografie
De oppervlakte van Pégairolles-de-Buèges bedraagt 14,0 km², de bevolkingsdichtheid is dus 3,4 inwoners per km².

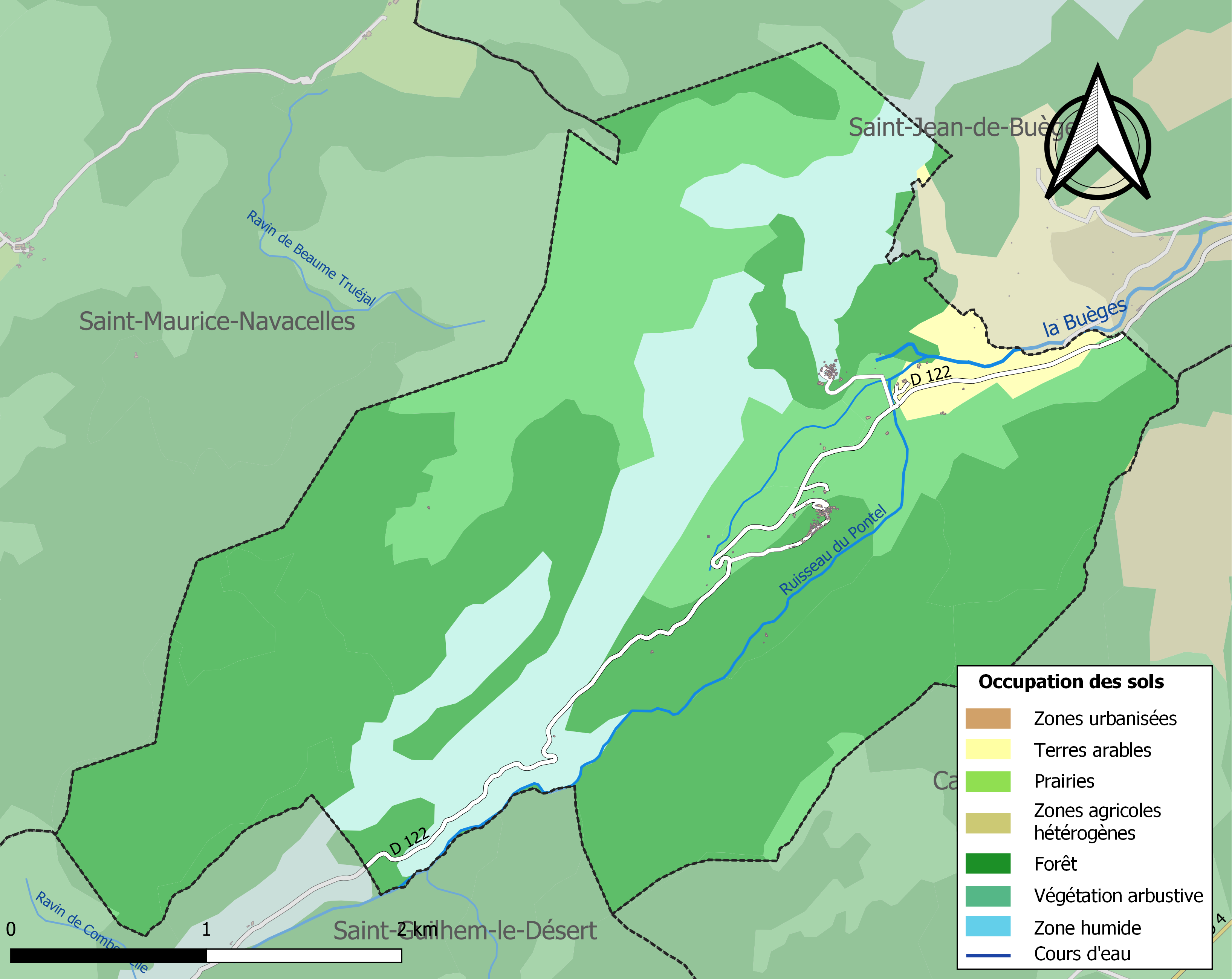
Kaart van de gemeente met de belangrijkste infrastructuur, bodemgebruik en omliggende gemeenten

## Demografie
Onderstaande figuur toont het verloop van het inwonertal (bron: INSEE-tellingen).